# Basses vallées angevines et prairies de la Baumette
Basses vallées angevines et prairies de la Baumette este o arie protejată (arie de protecție specială avifaunistică — SPA) din Franța întinsă pe o suprafață de 7.523 ha, integral pe uscat.

## Localizare
Centrul sitului Basses vallées angevines et prairies de la Baumette este situat la coordonatele 47°34′12″N 0°31′20″W / 47.57°N 0.52222°V.

## Înființare
Situl Basses vallées angevines et prairies de la Baumette a fost declarat arie de protecție specială avifaunistică în baza directivei 79/409 din 1979 referitoare la conservarea păsărilor sălbatice pentru a proteja 55 de specii de animale.

## Biodiversitate
Situată în ecoregiunea atlantică, aria protejată nu include niciun habitat protejat.
La baza desemnării sitului se află mai multe specii protejate de  păsări (55): pitulice de apă (Acrocephalus paludicola), pescăruș albastru (Alcedo atthis), rață sulițar (Anas acuta), rață lingurar (Anas clypeata), rață pitică (Anas crecca), rață fluierătoare (Anas penelope), rață mare (Anas platyrhynchos), rață cârâitoare (Anas querquedula), rață pestriță (Anas strepera), stârc cenușiu (Ardea cinerea), stârc roșu (Ardea purpurea), ciuf de câmp (Asio flammeus), rață-cu-cap-castaniu (Aythya ferina), rață roșie (Aythya nyroca), chirighiță-cu-obraz-alb (Chlidonias hybridus), chirighiță neagră (Chlidonias niger), barză albă (Ciconia ciconia), barză neagră (Ciconia nigra), erete de stuf (Circus aeruginosus), erete vânăt (Circus cyaneus), erete cenușiu (Circus pygargus), cristeiul de câmp (Crex crex), egretă albă (Egretta alba), egretă mică (Egretta garzetta), șoim călător (Falco peregrinus), lișiță (Fulica atra), becațină comună (Gallinago gallinago), piciorong (Himantopus himantopus), stârc pitic (Ixobrychus minutus), sfrâncioc roșiatic (Lanius collurio), pescăruș negricios (Larus fuscus), pescăruș-cu-cap-negru (Larus melanocephalus), Larus michahellis, pescăruș râzător (Larus ridibundus), sitar de mâl (Limosa limosa), ciocârlie de pădure (Lullula arborea), gușă albastră (Luscinia svecica), becațină mică (Lymnocryptes minimus), gaia neagră (Milvus migrans), culic mare (Numenius arquata), stârc de noapte (Nycticorax nycticorax), vultur pescar (Pandion haliaetus), viespar (Pernis apivorus), cormoran mare (Phalacrocorax carbo), bătăuș (Philomachus pugnax), lopătar (Platalea leucorodia), ploier auriu (Pluvialis apricaria), corcodel mare (Podiceps cristatus), cresteț pestriț (Porzana porzana), Porzana pusilla, ciocântors (Recurvirostra avosetta), chiră mică (Sterna albifrons), chiră de baltă (Sterna hirundo), fluierarul cu picioare roșii (Tringa totanus), nagâț (Vanellus vanellus).
Pe lângă speciile protejate, pe teritoriul sitului au mai fost identificate 12 specii de păsări.